# Episodi di Praxis Bülowbogen (terza stagione)
La terza stagione della serie televisiva Praxis Bülowbogen è stata trasmessa in anteprima in Germania dalla Das Erste tra il 1991 e il 1992.
| nº | Titolo originale            | Titolo italiano | Prima TV Germania | Prima TV Italia |
| -- | --------------------------- | --------------- | ----------------- | --------------- |
| 1  | Ohne Worte                  | inedito         | 1991              | inedito         |
| 2  | Tapetenwechsel              | inedito         | 1991              | inedito         |
| 3  | Nur 2000 Mark               | inedito         | 1991              | inedito         |
| 4  | Das Komplott                | inedito         | 1991              | inedito         |
| 5  | Schwindel                   | inedito         | 1991              | inedito         |
| 6  | Wie buchstabiert man Liebe? | inedito         | 1991              | inedito         |
| 7  | Frau Schneiders Diät        | inedito         | 1991              | inedito         |
| 8  | Zwickmühlen                 | inedito         | 1991              | inedito         |
| 9  | Familienbande               | inedito         | 1991              | inedito         |
| 10 | Kein feuchter Tod           | inedito         | 1991              | inedito         |
| 11 | Patricks Käthchen           | inedito         | 1991              | inedito         |
| 12 | Inselträume                 | inedito         | 1991              | inedito         |
| 13 | Eifersucht und Rattengift   | inedito         | 1991              | inedito         |
| 14 | Eis und heiß                | inedito         | 1992              | inedito         |
| 15 | Abschiedsbriefe             | inedito         | 1992              | inedito         |
| 16 | Der goldene Westen          | inedito         | 1992              | inedito         |
| 17 | Fataler Vorwand             | inedito         | 1992              | inedito         |
| 18 | Als Verlobte grüßen         | inedito         | 1992              | inedito         |
| 19 | Türkische Hochzeit          | inedito         | 1992              | inedito         |
| 20 | Ein Anruf aus Amerika       | inedito         | 1992              | inedito         |